# Marie Papillon
Marie Papillon est une actrice, réalisatrice, entrepreneuse et auteure française née le 1er mai 1989 au Havre.

## Biographie

### Études et carrière dans l'entrepreneuriat
Originaire du Havre, Marie Papillon (qui confirme qu'il s'agit de son véritable nom), née le 1er mai 1989, arrive à Paris pour étudier l'anglais (licence de langues étrangères appliquée) à l'université et vivre son homosexualité. Une fois sa licence obtenue, elle devient vendeuse chez The Kooples puis commerciale.
Marie Papillon a créé plusieurs entreprises. À 25 ans, elle lance avec des amies le camion-restaurant Le Réfectoire. Deux ans plus tard, elle lance Le Food Market, une cantine éphémère dans le vingtième arrondissement de Paris . En 2019, elle crée deux sociétés dans l'audiovisuel : Papillon productions et le studio photo Maurice .
En 2020, elle monte avec ses cousins sa cinquième entreprise, La Maison Gomara, qui produit du saumon fumé.

### Carrière d'actrice, de réalisatrice et d'autrice
Pendant le confinement, ses vidéos humoristiques sur son compte Instagram lui apportent une notoriété.
En 2021, Marie Papillon coréalise avec Julie Gali la série Marie et les choses diffusée sur Teva, pour laquelle elle a le rôle principal. En 2021, elle joue aussi le rôle d'Adélaïde dans la série Jeune et Golri diffusée sur OCS.
En 2021, Marie Papillon publie son premier livre, Marinette, 20 histoires sur la vie, illustré par Blanche Sabbah et publié aux éditions Les Insolentes, sur les questions d'une petite fille à sa mère. Elle met d'abord en scène le personnage de Marinette sur ses vidéos sur Instagram.
En 2022, Marie Papillon joue dans le film Entre la vie et la mort de Giordano Gederlini.
En 2023, elle joue le rôle de Lucie dans le film La Graine réalisé par Éloïse Lang, aux côtés de Stacy Martin et de François Damiens. C'est son premier rôle principal ,. Le film suit le parcours d'un couple de femmes lesbiennes ayant des difficultés à avoir un enfant.
La même année, elle est annoncée comme membre du jury au Festival Films courts de Dinan.

### Vie privée
Marie Papillon est lesbienne et fut en couple avec Angèle entre novembre 2019 et fin 2021. Pansexuelle, la chanteuse belge fit son "coming out" en août 2020 sur Instagram à l'occasion de leur relation ainsi officialisée après son évocation non voulue dès novembre 2019 en Une du magazine Public et par Cyril Hanouna.

## Filmographie

### Cinéma
- 2021 : Entre la vie et la mort de Giordano Gederlini : Magali
- 2023 : La Graine d'Éloïse Lang : Lucie
- 2025 : Mercato de Tristan Séguéla
- 2025 : Un mariage sans fin de Patrick Cassir

### Télévision

#### Séries télévisées
- 2021 : Marie et les choses de Marie Papillon : Marie
- 2021 : Jeune et Golri d'Agnès Hurstel, Léa Domenach et Victor Saint Macary : Adélaïde